# Вагон-таверна
Вагон-таверна (англ. Tavern car) — экспериментальный железнодорожный вагон, в стиле классического тюдоровского английского паба. В 1949 году британской государственной компанией British Rail было создано 8 таких вагонов. Эксперимент оказался неудачным, и позднее вагоны были переделаны в более привычные вагоны-рестораны. Они была частью составов экспресс в Южных и Восточных регионах железнодорожной компании LNER.

## Вагоны
Вагоны были спроектированы британским конструктором Оливером Буллидом.
Изначально было запланировано 8 вагонов-таверн, и каждому полагалось традиционные для пабов имена — The White Horse, The Salutation, The Jolly Tar, The Dolphin, The Bull, The Green Man, The Crown, и Three Plovers. Каждая таверна состояла из двух вагонов, первого и обычного класса, которые должны были отличаться и обстановкой, и меню. В вагонах стандартного класса были предусмотрены 40 посадочных мест, а в первом классе — 24.

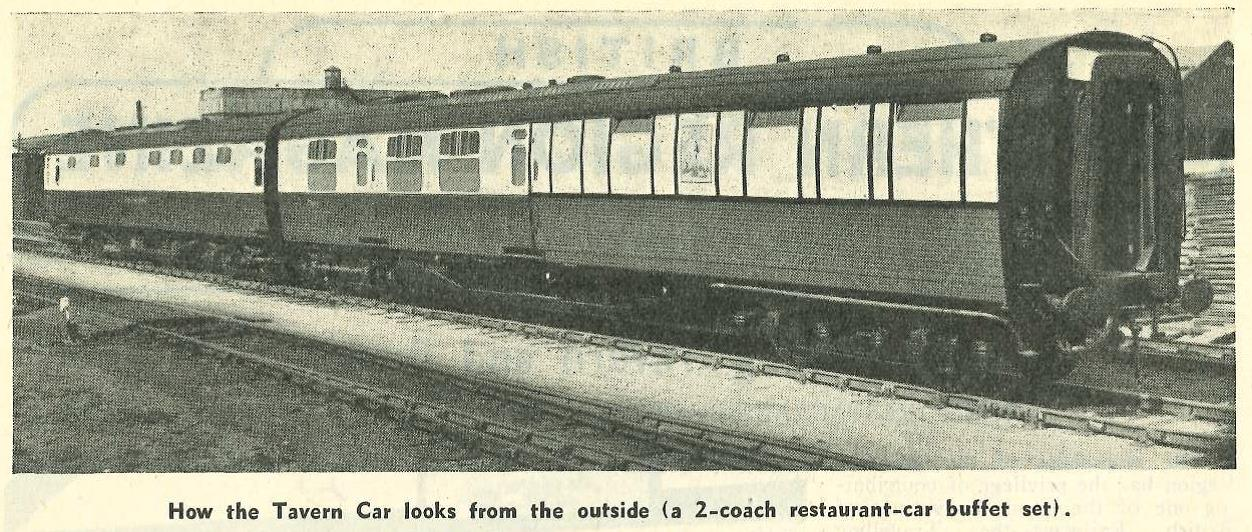
Внешний вид вагона-таверны

### Внешний вид
Снаружи вагона была нарисована кладка из состаренного кирпича, фахверковой кладкой и вывеской «Паб».

#### Стандартный вагон

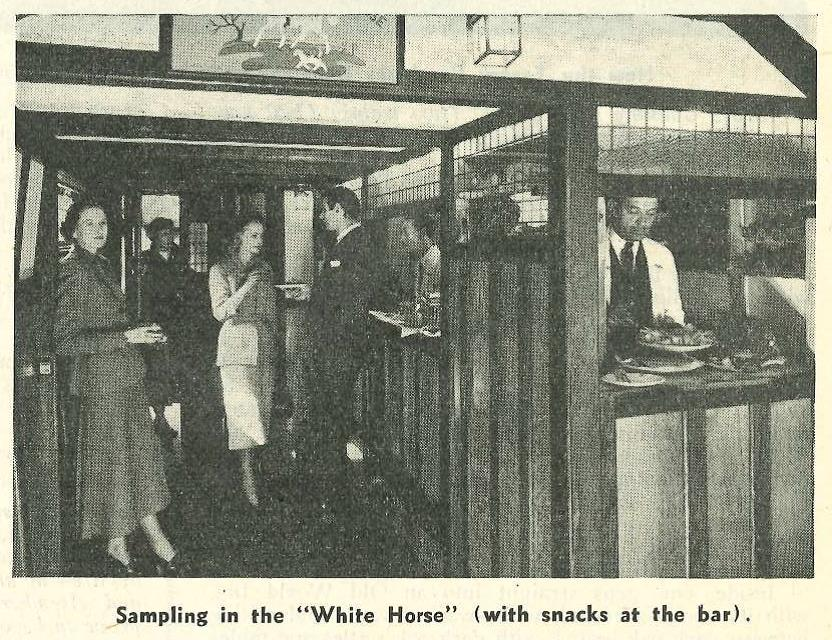
Дегустация закусок в вагоне «White horse»

Внутри вагон по задумке должен был напоминать традиционный английский паб с выбеленными стенами, балками из темного дуба и скамьями с высокими деревянными спинками. Окна вагона специально были сделаны меньшего размера и со свинцовыми витражами в стиле тюдоровской архитектуры. Пол был также похож на плитку деревенского паба.
Считается, что интерьер был сделан на основе бара The Chequers Inn в Пулборге, Суссекс.

#### Первый класс

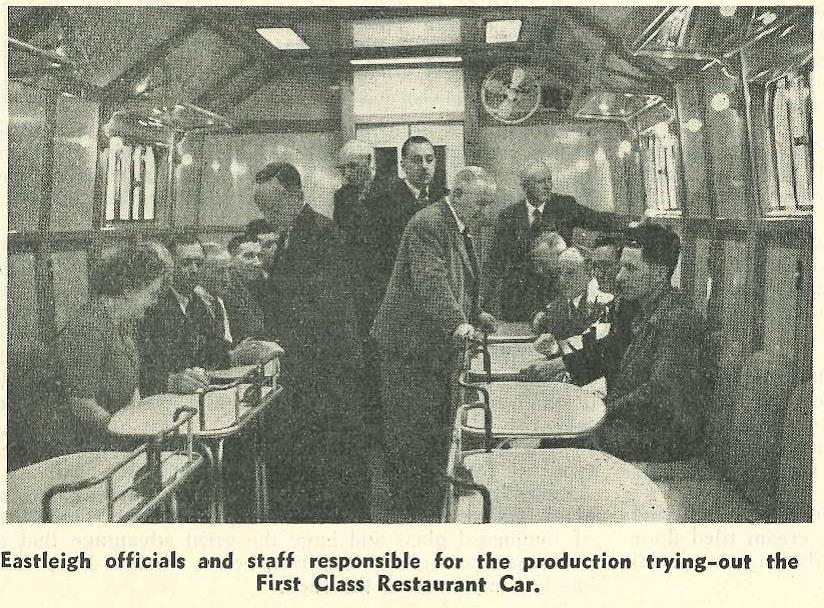
Руководство железной дороги и инженеры в вагоне-таверне Первого класса

Первый класс больше напоминал коктейль-бар в Сохо, с хромированными и стеклянными столами и обитыми розовой и серебряной парчой стульями.

## Критика
Первый раз вагон был показан в Лондоне 25 мая 1949 года на станции «Ватерлоо».
Критики ругали маленькие окна, отсутствие вентиляции и низкие дубовые балки. В статье в газете The Times подписавшиеся под ней дизайнеры отмечали искусственность внешнего вида вагонов.
Во время парламентских дебатов в июне 1949 года Том Дриберг так высказался о стиле представленных вагонов:

У меня нет слов, чтобы выразить весь ужас, который я испытал, когда British Rail анонсировали вагон в стиле, как они описали, «имитация стиля Тюдоров».Оригинальный текст (англ.)Words fail me to express the full horror which I felt when the announcement was made by B.R. of the cars which they described as being "mock Tudor style"

В защиту проекта высказался парламентский помощник министра транспорта и будущий премьер-министр, Джэймс Каллагэн:

Доходы от ввода вагонов-таверн в эксплуатацию превзошли самые смелые ожидания, на которые когда-либо рассчитывало руководство железных дорог.Оригинальный текст (англ.)the use to which these tavern cars has been put has exceeded the wildest expectations in revenue that the Railway Executive ever hoped to get.